# 애플 A10X
애플 A10X(Apple A10X Fusion)은 애플이 설계한 64비트 시스템 온 칩(Soc)이다.

## 채용 제품
- 애플 10.5 아이패드 프로 - 2017년 2월
- 아이패드 프로 12.9" 2세대 – 2017년 6월
- 애플 TV 4K 또는 5세대 – 2017년 9월

## 같이 보기
- 애플 실리콘